# Таганрогский (хутор)
Таганро́гский — хутор в Егорлыкском районе Ростовской области. Входит в состав Егорлыкского сельского поселения.

## Население
| 1989 | 2002 | 2010 |
| ---- | ---- | ---- |
| 728  | ↗795 | ↗891 |

## Улицы
- ул. Комсомольская
- ул. Ленина
- ул. Мира
- ул. Специалистов